# Sally Kellerman

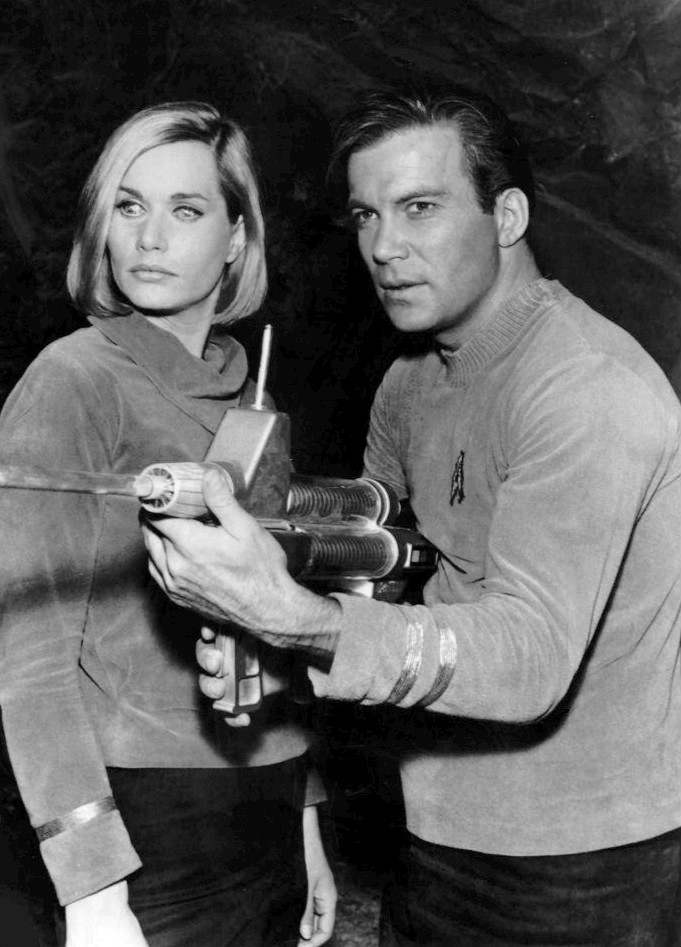
Met William Shatner in Star Trek (1966)

Sally Claire Kellerman (Long Beach (Californië), 2 juni 1937 – Woodland Hills (Los Angeles), 24 februari 2022) was een Amerikaans actrice. 

## Loopbaan
Behalve filmrollen speelde Kellerman tientallen eenmalige gastrollen in verschillende televisieseries. Zo was ze te zien in onder meer Bachelor Father (1960), Star Trek (1966), Insight (1967), Bonanza (1966 en 1970), It Takes a Thief (1969), Hawaii Five-O (1969), Evening Shade (1990), Murder, She Wrote (1993), Burke's Law (1995), Touched by an Angel (1996) en Providence (2002). Van oktober 1978 tot en met februari 1979 speelde Kellerman twaalf afleveringen Lise Bockweiss in de televisieserie Centennial.
Zij werd in 1970 genomineerd voor zowel een Academy Award als een Golden Globe voor haar bijrol in de film MASH. Samen met de gehele cast won ze in 1994 een National Board of Review Award voor de film Prêt-à-Porter.

## Privéleven
Kellerman was van 1970 tot 1972 getrouwd met televisieproducent Rick Edelstein. In 1980 trouwde ze met filmproducent Jonathan D. Krane (1952-2016). Ze waren in de jaren 90 enkele keren kortstondig uit elkaar, maar kwamen toch weer samen. In 1976 adopteerde ze de biologische dochter van haar zus, nadat de zus naar Frankrijk was verhuisd en de vader van het meisje was overleden. Met Krane adopteerde ze in 1989 een tweeling. Een dochter overleed in 2016 aan een overdosis.
Kellerman overleed in 2022 op 84-jarige leeftijd in een verzorgingshuis in Woodland Hills (Los Angeles), nadat ze de laatste jaren van haar leven aan dementie had geleden.

## Filmografie
*Exclusief 10+ televisiefilms
| - Delgo (2008, stem) - A Modern Twain Story: The Prince and the Pauper (2007) - The Boynton Beach Bereavement Club (2005) - Ugly (2004) - Open House (2004) - Women Of The Night (2001) - American Virgin (2000) - Punch Drunk (1998) - The Lay of the Land (1997) - The Maze (1997) - It's My Party (1996) - Point of Betrayal (1995) - Prêt-à-Porter (1994) - Mirror, Mirror 2: Raven Dance (1994) - Happily Ever After (1993, stem) - Younger and Younger (1993) - The Waiter (1993) - Doppelganger (1993) - Boris and Natasha (1992) - Limit Up (1989) - The Secret of the Ice Cave (1989) - All's Fair (1989) - Paramedics (1988, stem) - You Can't Hurry Love (1988) - Someone to Love (1987) - Three for the Road (1987) - That's Life! (1986) | - KGB: The Secret War (1986) - Back to School (1986) - Meatballs III: Summer Job (1986) - Sesame Street Presents: Follow that Bird (1985, stem) - Moving Violations (1985) - Head On (1980) - Loving Couples(1980) - It Rained All Night the Day I Left (1980) - Serial (1980) - Foxes (1980) - A Little Romance (1979) - The Mouse and His Child (1977, stem) - Welcome to L.A. (1976) - The Big Bus (1976) - Rafferty and the Gold Dust Twins (1975) - Lost Horizon (1973) - Slither (1973) - A Reflection of Fear (1973) - Last of the Red Hot Lovers (1972) - Brewster McCloud (1970) - MASH (1970) - The April Fools (1969) - The Boston Strangler (1968) - The Lollipop Cover (1965) - The Third Day (1965) - Hands of a Stranger (1962) - Reform School Girl (1957) |

- Bibsys: 14037175
- Biblioteca Nacional de España: XX1306070
- Bibliothèque nationale de France: cb13955332t (data)
- Gemeinsame Normdatei: 1216143145
- International Standard Name Identifier: 0000 0000 5935 7160
- Library of Congress Control Number: n81074397
- MusicBrainz: efd68087-52f1-4716-a8e4-d92fb920d58c
- Nationale Bibliotheek van Israël: 987007428648005171
- Nationale Bibliotheek van Polen: a0000002263318
- Nederlandse Thesaurus van Auteursnamen: 073110973
- SNAC: w62f8j0k
- Système universitaire de documentation: 150678797
- Virtual International Authority File: 27258383
- WorldCat: E39PBJcrdGmmxjRK6BtFHM4Qbd